# ام. ۲۸ مرکوری
ام. ۲۸ مرکوری (به انگلیسی: Miles_Mercury) یک هواگرد ملخ‌پیشین تک‌موتوره از نوع هواگرد آموزشی ساخت شرکت Phillips & Powis است. هواگرد ام. ۲۸ مرکوری نخستین پروازش را در ۱۱ ژوئیه ۱۹۴۱ میلادی انجام داد. در مجموع، تعداد ۶ فروند از این هواگرد ساخته شده‌است.
طراح این هواگرد، Ray Bournon بود.